# Koppenhágai kritériumok

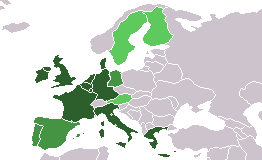
Az EU a 2004-es bővítés előtt

A koppenhágai kritériumok kifejezés azt a feltételrendszert jelöli, amelyet az Európai Unió a csatlakozási tárgyalások megkezdésének alapfeltételéül szabott a közösséghez csatlakozni kívánó  kelet-európai államok számára.

## Háttér
Az 1990-es évek elején a kelet-közép-európai szocialista államokban rendszerváltások játszódtak le. Az új, „nyugati” irányvonalat követő kormányokban már közvetlenül a politikai fordulatot követő időben megérett a gondolat, hogy országaikat a nyugat-európai intézményi rendszer tagjaivá tegyék. A fő célkitűzések az OECD-be, a NATO-ba és az Európai Unióba való bejutás voltak.
A kelet-közép-európai régió országai azonban ezen időszakban válságon mentek keresztül. A bizonytalan gazdasági és szociális helyzet, a nacionalizmus megjelenése az államközi kapcsolatokban, illetve a demokrácia kiforratlansága miatt a jelentkezők bizalmatlanságot ébresztettek az Unió döntéshozóiban.
Az Unió belső vitái során végül a kelet-európai államok csatlakozási szándékát támogatók kerekedtek felül. Az Unió kidolgozott egy feltételrendszert, amelyet az 1993-as júniusi koppenhágai csúcstalálkozón tárt a jelentkező országok elé.

## A csatlakozás feltételei
- Politikai kritériumok: Stabil demokratikus intézményrendszer; jogállam; az emberi és kisebbségi jogok érvényesülése, védelme

- Gazdasági kritériumok: Az uniós versenyt kiállni képes működő piacgazdaság

- A jelentkező államnak képesnek kell lennie a tagságból fakadó kötelezettségek teljesítésére. Ebben benne foglaltatik a jogi, intézményi, politikai háttér megteremtése és a monetáris unió

Az Unió kinyilvánította, hogy a jelöltek felkészültségét a kritériumok mentén, de szubjektív mércéje szerint vizsgálja.

## A koppenhágai kritériumok jelentősége
Koppenhágában az EU először határozta meg a csatlakozni kívánó államok számára a belépés feltételeit. Új jelenség volt, hogy a csatlakozás feltételei között gazdasági szempontok is megjelentek.
E kritériumrendszer mentén kezdték el a kelet-európai országok az EU-csatlakozásra való felkészülést.